# Odysea kapitána Blooda
Odysea kapitána Blooda (1922, Captain Blood: His Odyssey) je historický dobrodružný román anglického spisovatele Rafaela Sabatiniho o muži, který byl za to, že jako lékař ošetřil raněného povstalce proti anglickému králi Jakubovi II., odsouzen na otrocké práce na Barbados, podařilo se mu ale uprchnout, stát se slavným pirátem a po omilostnění (díky slavné revoluci) guvernérem Jamajky.
Pro velký úspěch románu napsal Sabatini ještě jeho pokračování. Jde o dvě sbírky povídek a novel:
- Návrat kapitána Blooda (1931), Captain Blood Returns),
- Štěstěna kapitána Blooda (1936, The Fortunes of Captain Blood), česky nevyšlo.

## Obsah románu

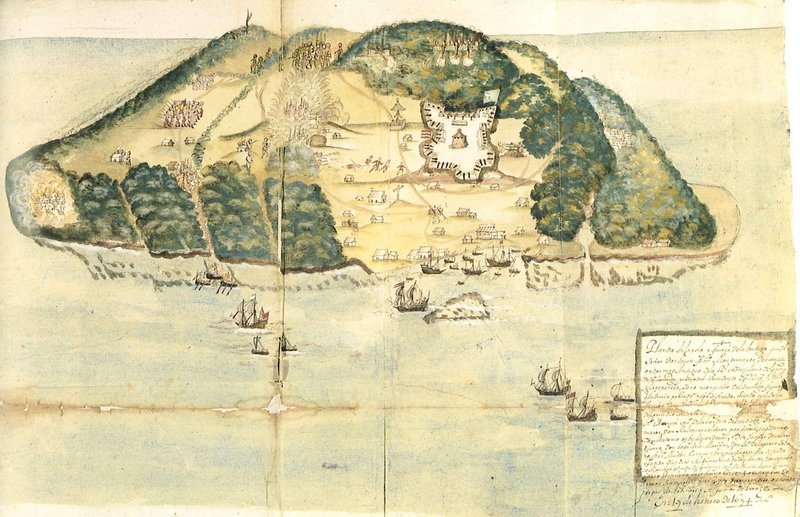
Tortuga v 17. století

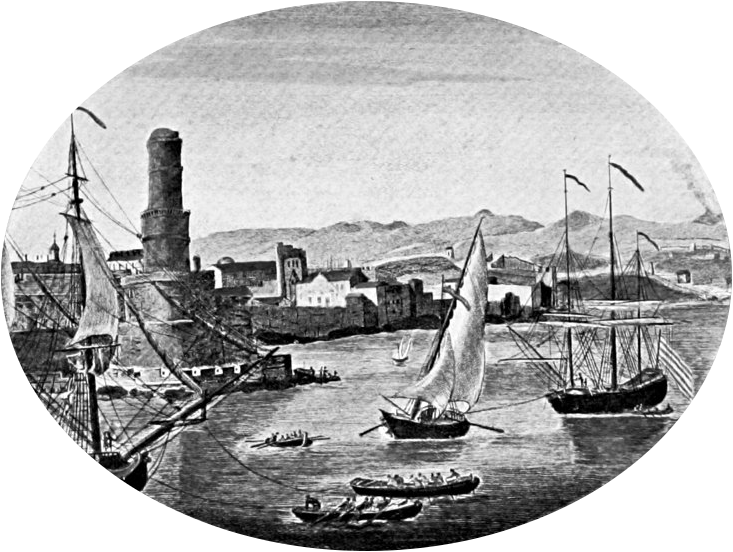
Port Royal kolem roku 1690.

Hlavním hrdinou románu je lékař Petr Blood, který je po otci irské národnosti. Ve dvaceti letech získal hodnost bakaláře lékařských věd na koleji sv. Trojice v Dublinu a po smrti rodičů se vydal do světa. Sloužil jako důstojník na holandské válečné lodi pod vedením admirála de Ruytera, dva roky strávil ve španělském vězení, kde se naučil výborně mluvit španělsky, později bojoval ve francouzských službách proti Španělsku za osvobození Nizozemska. V lednu roku 1685 se ve svých třiceti dvou letech usadil v anglickém městě Bridgewateru a začal zde provozovat lékařskou praxi.
Když v červnu toho samého roku propuklo v Anglii Monmouthovo povstání proti dědici anglického trůnu Jakubovi II., Blood stál stranou. Nezajímala ho ani bitva u Sedgemoor, která se odehrála počátkem července poblíž Bridgewateru a ve které bylo Monmouthovo povstání rozdrceno. Když však byl požádán, aby ošetřil zraněného vojáka z Monmouthovy armády, cítil to jako svou lékařskou povinnost. Za tuto pomoc byl obviněn z velezrady a spolu se skutečnými povstalci deportován jako trestanec na Západoindické ostrovy..
Na Barbadosu si ho v Bridgetownu společně s dalšími koupil krutý a bestiální plukovník Bishop pro práci na jeho plantážích. Brzy se však Blood prosadil jako doktor a léčil dokonce i guvernéra ostrova. Přitom se zamiloval se do Bishopovy krásné a milé neteře Arabelly.
Pak Barbados přepadla španělská válečná loď, Španělé obsadili Bridgetown a požívali výkupné. Blood se postaral o Arabellino bezpečí, pak využil toho, že na španělské lodi zůstala jen malá posádka a s dalšími trestanci se lodi zmocnil. Nechal rozstřílet čluny, na kterých se Španělé vraceli na loď s výkupným, a pak odplul. Přitom mu jako rukojmí posloužil plukovník Bishop, který musel později doplavat na břeh.
Získanou loď Blood pojmenoval Arabella a v krátké době se stal obdivovaným a obávaným kapitánem velkého loďstva bukanýrů. Přepadal však pouze španělské lodě a državy. Jako základna mu sloužil ostrov Tortuga. Měl velmi srdečné vztahy s francouzským guvernérem ostrova, které se ještě prohloubily poté, co zachránil jeho dceru před znásilněním. Roku 1667 se Blood zúčastnil dobytí města Maracaibo.
Roku 1668 byl plukovník Bishop jmenován viceguvernérem na Jamajce s úkolem omezit aktivitu bukanýrů, kteří byli neustálým zdrojem napětí mezi Anglií a Španělskem. Snažil se zejména polapit Petra Blooda, kterému nemohl zapomenout jeho útěk. V Anglii mezitím ale dospěli názoru, že nejlepší by bylo získat Blooda do královských služeb. Vyslali proto s tímto posláním do Karibiku lorda Wada. Při zastávce v přístavu St. Nicholas na Haiti nastoupila na jeho loď Arabella, která zde byla na návštěvě u příbuzných a chtěla se tak vrátit ke strýci. Loď však byla přepadena Španěly a Wade s Arabellou byl zajati pro výkupné. Brzy na to však španělské lodě potkaly Bloodovou loď. Blood nad Španěly zvítězil a Wada s Arabellou zachránil. Zjistil však, že jej Arabella považuje za nečestného zloděje a piráta a že věří pomluvám o tom že si má vzít za ženu dceru guvernéra z Tortugy. Navíc se domníval, že Arabella miluje lorda Wada.
Blood chtěl Wada a Arabellu vysadit co nejblíže Jamajky, byl však přitom napaden jamajským loďstvem z Port Royal. Přijal proto nabídku lorda Wada a vstoupil do královských služeb. Nenávistný plukovník Bishop s tím ovšem nesouhlasil a chtěl Blooda postavit před soud. Tím donutil Blooda z Jamajky uprchnout, přičemž mu znovu posloužil jako rukojmí.
Bloodovi, který chtěl přestat s pirátstvím, nevyšla ani služba francouzskému králi Ludvíkovi XIV. pro nadutost, hloupost a hamižnost jeho nadřízeného barona de Rivarola. Bishop, ačkoliv měl rozkaz zůstat s loďstvem na Jamajce, se rozhodl zničit Blooda za každou cenu a vyrazil s celým loďstvem k Tortuze, přičemž ponechal Jamajku bez ochrany. Bloodovi se podařilo zničit Rivarolovy lodě a zachránit tak Port Royal před obsazením. Jeho loď Arabella byla však v boji zničena.
Od generálního guvernéra v Západní Indii se Blood dozvěděl, že v Anglii došlo k tzv. slavné revoluci, díky které se anglickým králem stal Vilém III. Oranžský. Blood tak byl omilostněn a bylo mu nabídnuto místo guvernéra Jamajky, které poté, když zjistil, že jej Arabella ve skutečnosti miluje, přijal. Na přímluvu Arabelly slíbil nepotrestat plukovníka Bishopa za svévolné opuštění ostrova a poslal jej zpět na jeho plantáže na Barbadosu.

## Filmové adaptace

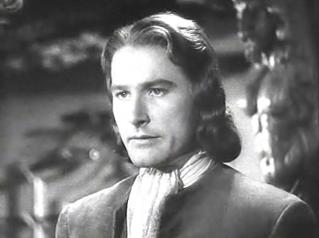
Errol Flynn jako kapitán Blood ve filmu z roku 1935.

- Captain Blood (1924, Kapitán Blood), americký němý film, režie David Smith.
- Captain Blood (1935, Kapitán Blood), americký film, režie Michael Curtiz, v titulní roli Errol Flynn.
- Fortunes of Captain Blood 1950, Štěstěna kapitána Blooda), americký film, režie Gordon Douglas.
- Captain Pirate (1952, Pirátský kapitán), americký film podle knihy Návrat kapitána Blooda, režie Ralph Murphy.
- El hijo del capitán Blood (1962, Syn kapitána Blooda), španělsko-italsko-americký film založený na charakterech Sabatiniho postav, režie Tulio Demicheli.
- Одиссея Капитана Блада (1992, Odysea kapitána Blooda), ruský film, režie Andrej Pračenko.

## Česká vydání
- Kapitán Blood, Sfinx, Praha 1928, přeložil Josef Vorel,
- Návrat kapitána Blooda, Sfinx, Praha 1932, přeložila Božena Paličková,
- Odysea kapitána Blooda, SNDK, Praha 1962, přeložil Otto Hornung a Vítězslav Houška, znovu Albatros 1970.
- Lásky kapitána Blooda, Cesty, Praha 1992, volně převyprávěl Karel Princ.